# Lavon (Texas)
Lavon es una ciudad ubicada en el condado de Collin en el estado estadounidense de Texas. En el Censo de 2010 tenía una población de 2.219 habitantes y una densidad poblacional de 363,5 personas por km².

## Geografía
Lavon se encuentra ubicada en las coordenadas 33°1′33″N 96°26′21″O / 33.02583, -96.43917. Según la Oficina del Censo de los Estados Unidos, Lavon tiene una superficie total de 6.1 km², de la cual 6.08 km² corresponden a tierra firme y (0.38%) 0.02 km² es agua.

## Demografía
Según el censo de 2010, había 2.219 personas residiendo en Lavon. La densidad de población era de 363,5 hab./km². De los 2.219 habitantes, Lavon estaba compuesto por el 85.89% blancos, el 6.94% eran afroamericanos, el 0.77% eran amerindios, el 1.71% eran asiáticos, el 0.09% eran isleños del Pacífico, el 2.7% eran de otras razas y el 1.89% pertenecían a dos o más razas. Del total de la población el 11.27% eran hispanos o latinos de cualquier raza.